# Filippo da Caserta
Filippo da Caserta, in latino Philippus, Philipoctus de Caserta (1350? – 1435?), è stato un compositore e teorico della musica italiano, esponente di rilievo della corrente musicale nota come Ars subtilior.

## Biografia
Fu al servizio della corte papale di Avignone intorno al 1370: una delle sue ballate, Par les bons Gedeons, è dedicata all'Antipapa Clemente VII. Di lui rimangono 7 ballate, 1 rondeau, 1 virelai e un Credo.
Il tema della sua ballata En attendant souffrir m'estuet grief payne, dedicata al condottiero Bernabò Visconti (il cui motto era appunto Souffrir m'estuet), fu ripreso in altre composizioni come il Gloria "En attendant" di Matteo da Perugia o la sequenza Gaude Virgo di Guillaume Dufay.
È l'autore del trattato Regule contrapuncti. Gli è stato a lungo attribuito anche il Tractatus figurarum (o de diversis figuris), importante testo di riferimento sulla notazione musicale, ma l'attribuzione è oggi contestata.